# 天主教圣母会法文学校旧址 (北京市)
天主教圣母会法文学校旧址，位于北京市西城区前门西大街137号，是原天主教圣母会法文学校的旧址。

## 简介

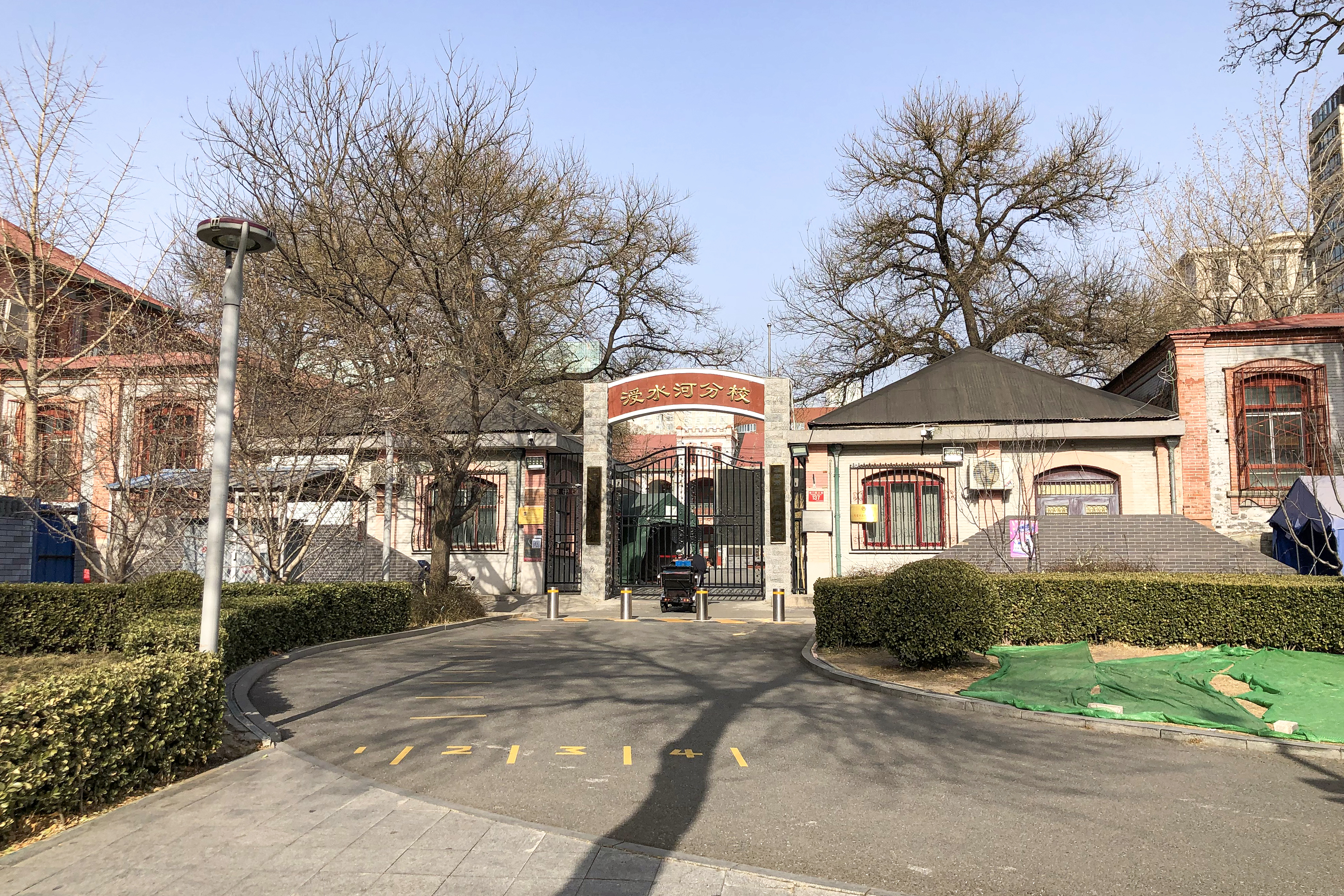
前门西大街137号院曾为实验二小涭水河分校

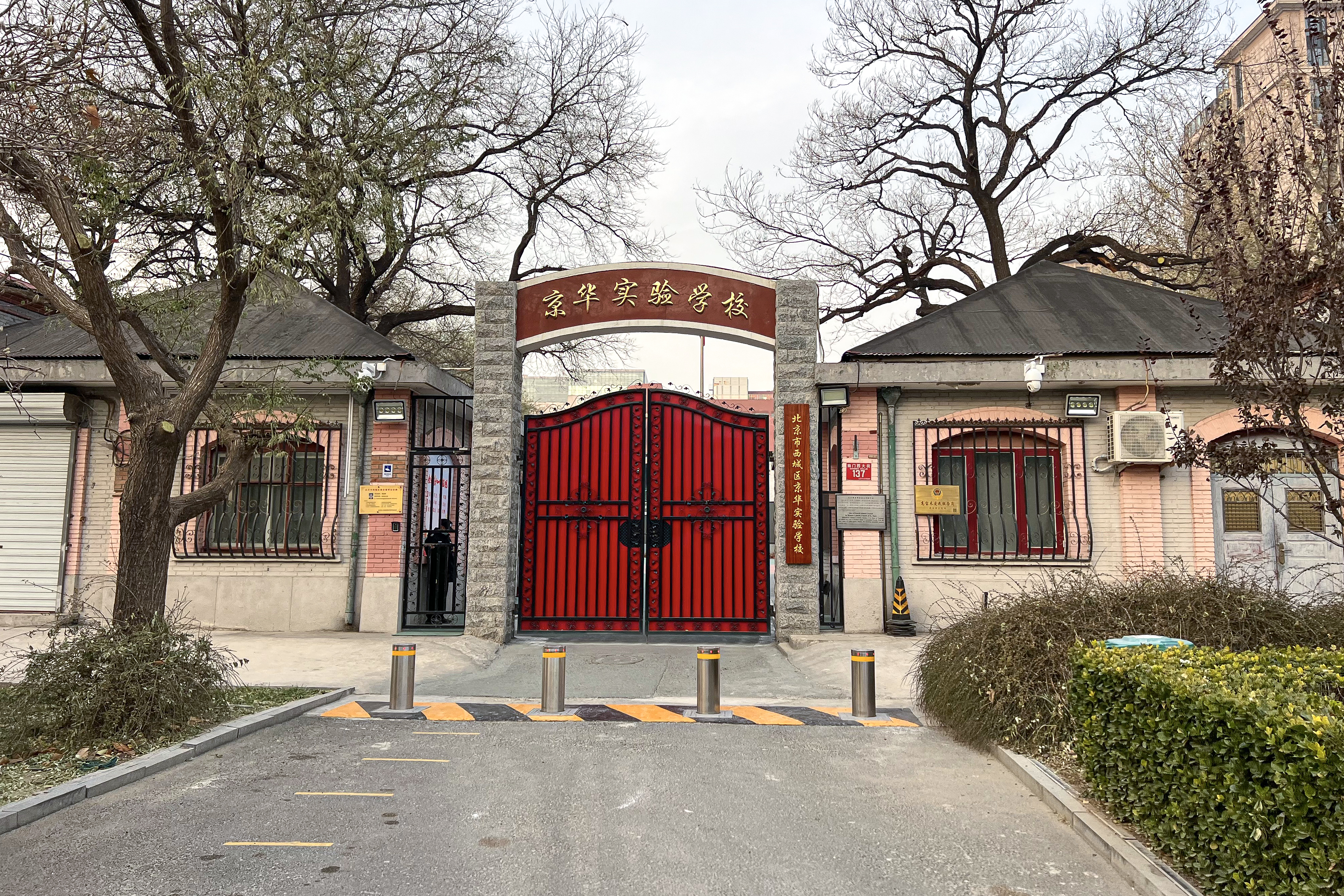
前门西大街137号院现为北京市西城区京华实验学校

天主教圣母会法文学校旧址位于天主教北京教区南堂东侧。清朝同治十三年（1874年），南堂天主教会创办私塾。光绪十八年（1892年），南堂天主教圣母会接办私塾，添设数理以及法文等课。光绪三十四年（1908年），天主教圣母文学会在如今的前门西大街137号创办法文专门学校，简称法文中学，直接隶属法国工部局管辖，培养法文专业人才，圣母文学会修士担任该校教师。法文专门学校招收的学生全部是男生，毕业时学位由法国授予。每届学生中成绩排在前两名者，可保送到法国留学。
1937年6月，国民政府教育部收回中国的教育主权，有关部门饬令该校申请立案改成“北平市私立南堂中学”，由天主教圣母文学会筹建南堂中学董事会，校长为任罗佳。但抗日战争随即在1937年7月爆发，申请遭到搁浅。直至1943年才经日伪北京市政府的批复改为私立南堂中学，校长为王振宇，校内附设有南堂小学（1938年，南堂小学的立案申请获批而成立）。1947年3月，由于国民政府的北平市教育局要求称，凡是在日伪统治时期立案的学校，都必须进行董事会改组并重行申请立案。南堂中学遂补报申请立案，校长为阎德森。其间，南堂中学的上级一直是天主教圣母文学会。中华人民共和国成立后，政府接办南堂中学。1951年7月，北京市教育局停办南堂中学，改成“北京市师范学校分校”。校内附设的小学部分迁入南堂小学分校的校址，更名为宣武门小学。至此，该教会中学结束。
1953年，南堂中学旧址改设为北京市教师进修学院，文化大革命期间该学院关闭。1969年，该旧址改为北京市第三十二中学。1995年，西城区教育局决定停止北京市第三十二中学、北京市第一一三中学初中招生，将两校撤销建制，并入北京市外事服务职业高中。旧址自此成为北京市外事服务职业高中的南址（该校分为三址，分别是中心校、南址、北址）。2004年，北京市外事服务职业高级中学更名为北京市外事学校。2017年，前门西大街137号院成为北京第二实验小学涭水河分校临时周转地址。2023年8月涭水河分校原址重建完毕后，由北京市第四中学承办的九年一贯制京华实验学校入驻前门西大街137号院。
该旧址建于清朝末年，为一组中西合璧的建筑，是前出轩式二层楼，具有典型的清末民初建筑风格，建筑面积5000平方米。1984年被列为北京市文物保护单位。